# Černihivske

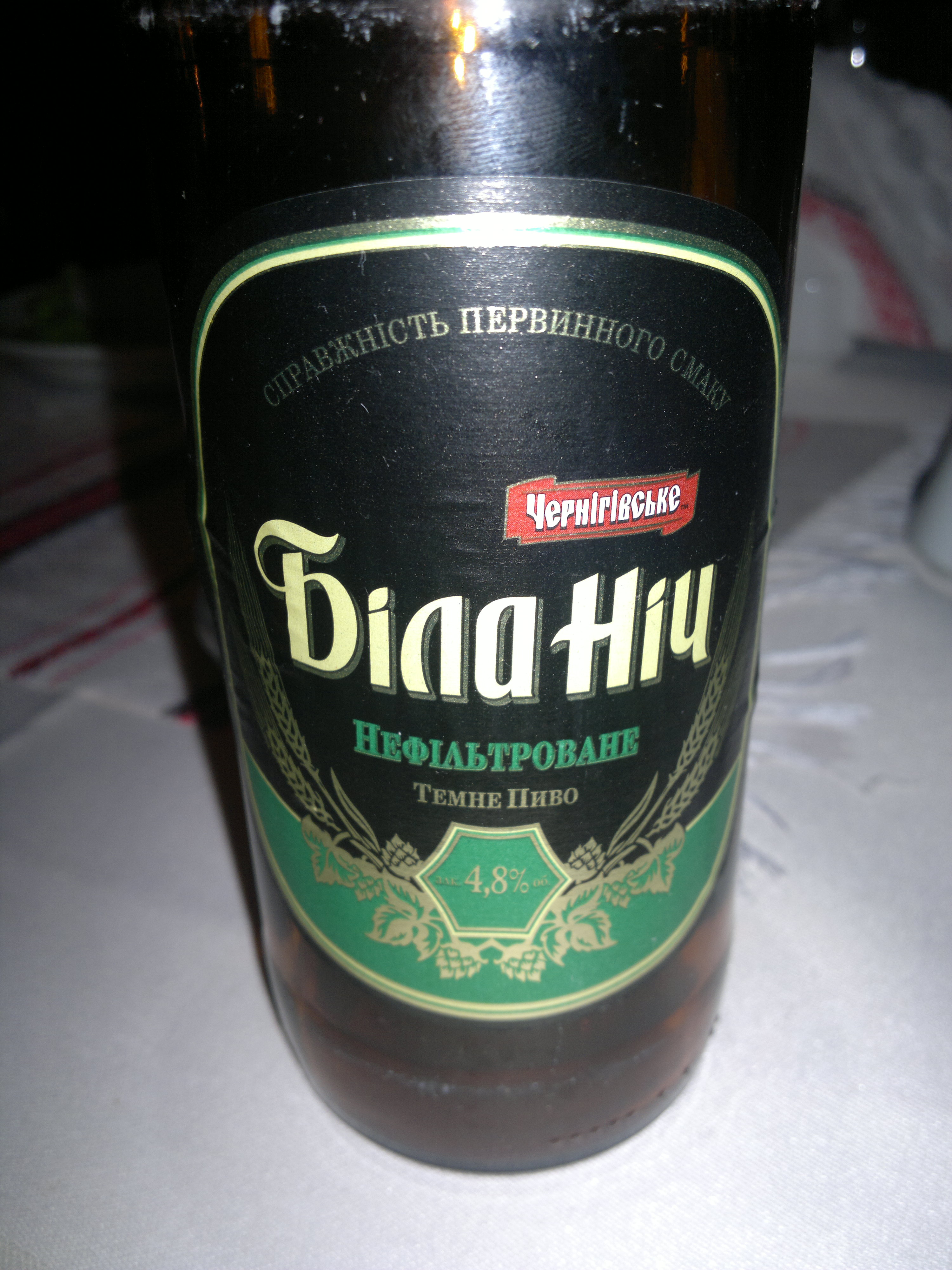
Pivo Černihivske - nefiltrované tmavé pivo

Černihivske (ukrajinsky Чернігівське) je jeden z nejrozšířenějších pivních značek na Ukrajině. Název má podle města Černihiv. Černihivske je jedním ze značek koncernu SAN InBev Ukrajina (САН ІнБев Україна) se sídlem v Kyjevě.
Pod značkou Černihivske se vaří a prodávají jak klasická piva („Světlé“, „Premium“, „Silné“, nealkoholické), tak nefiltrovaná pšeničná piva Bile (světlé) a Bila nič (tmavé).